# Stefan Chmielecki

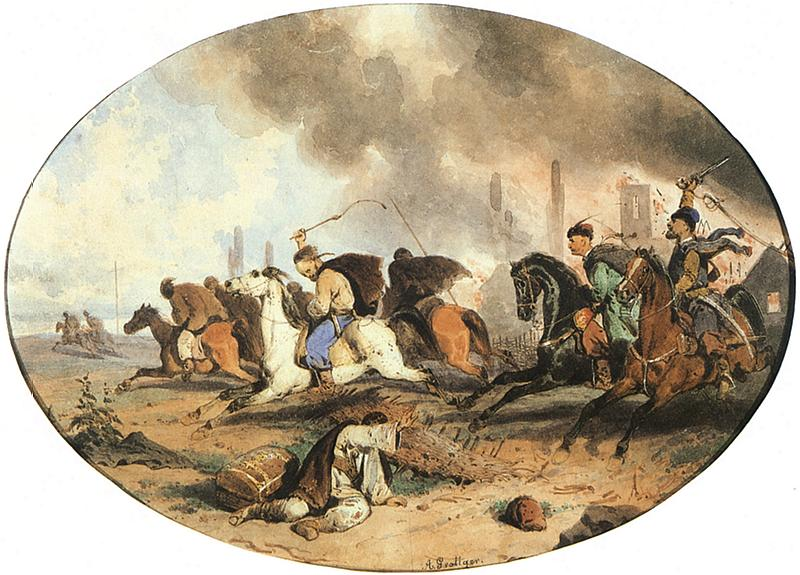
Akwarela Tatarzy w ucieczce autorstwa Artura Grottgera (ok. 1855), Muzeum Narodowe w Warszawie

Stefan Chmielecki herbu Bończa (ur. ok. 1580, zm. 20 lutego 1630) – wojewoda kijowski od 1629, strażnik wielki koronny, starosta owrucki i taborowski. Jego żoną była Teofila Chmielecka.
Wziął udział w wojnie polsko-rosyjskiej 1609-1618. W 1612 przystąpił do zawiązanej w okupowanej przez polskie wojska Moskwie konfederacji Cieklińskiego, powołanej w celu wymuszenia zapłaty zaległych żołdów.
Po zakończeniu wojny przeszedł na służbę u Ostrogskich. W 1616 wspierał pretendenta do tronu siedmiogrodzkiego przeciwko Gáborowi Bethlenowi.
W 1620 wziął udział w wyprawie cecorskiej hetmana Żółkiewskiego. 19 września brał udział w bitwie z wojskami Skinder Baszy pod Cecorą. Podczas nocnej paniki w obozie armii koronnej z 20 na 21 września wycofał się wraz ze swoim oddziałem za Prut i powrócił do kraju.
W 1621 wstąpił na służbę Tomasza Zamoyskiego, zostając dowódcą jego oddziałów, strzegących pogranicza z Turcją. W czasie bitwy pod Martynowem z Tatarami w 1624, dowodził lekką jazdą na prawym skrzydle polskim. Jego udany manewr, odcinający wojskom tatarskim drogę odwrotu, niemało przyczynił się do polskiego zwycięstwa.
W dowód uznania król Polski Zygmunt III Waza mianował go chorążym bracławskim, a hetman polny koronny Stanisław Koniecpolski uczynił go regimentarzem wojsk ukrainnych.
9 października 1626 na czele nielicznych chorągwi kwarcianych i 6000 kozaków zaporoskich hetmana Michała Doroszenki, zniósł kosz tatarski w bitwie pod Białą Cerkwią. Do niewoli dostało się wówczas 1200 Tatarów w tym ok. 40 murzów.

Nauczył się Chmielecki wszystkich sposobów tatarskich, po tatarsku walczył z niemi, nie dawał im do Polski wkraczać, w stepach ich gonił. Latał jak wicher, po tatarsku się nosił, rzéki wpław przepływał, był postrachem Tatarów. W Białéjcerkwi z ogromną ich siłą się mierzył wytrzymał ich napaść, potem stanowczo rozgromił i zniósł. 40.000 tatarów wówczas na placu legło; wielu było rannych. Po zwycięstwie kilka dni uciekających Chmielecki gonił. Odbył dały jasyr; siebie i Białącerkiew wsławił. To zwycięstwo było pamiętném w całej Rusi Polskiéj. Spokojnie mieszkać mogli w domach Polacy, byli zasłonieni szablą Chmieleckiego. Ile serc rozradowało się oswobodzeniem braci, których do 10.000 ojczyźnie i rodzinom powrócił. Drabinnémi wozami zwożono malutkie dziatki i odwożono je do Lwowa. Niektóre poznali rodzice, inne niepoznane, przyjęte zostały przez obce rodziny. Uroczystość była rzewna, do łez przejmujące, gdy ujrzano dziatki zebrane we Lwowie.

9 października 1629, posiłkowany przez kozaków hetmana Hryćka Czarnego rozbił czambuł tatarski Kantymira Murzy nad Gniłą Lipą, biorąc 2000 jeńców.
Był jednym z najzdolniejszych dowódców wojskowych Rzeczypospolitej Obojga Narodów. Wielbiony przez współczesnych, był bohaterem wielu pieśni sławiących jego czyny militarne. Jako jeden z nielicznych dowódców w ówczesnej Europie potrafił skutecznie niszczyć zagony tatarskie. Fabian Birkowski poświęcił mu dzieło Stefan Chmielecki albo nagrobek. Szymon Starowolski w swym dziele Sarmatiae Bellatores tak o nim pisał:

Odniósł znakomite zwycięstwo z kilkoma tysiącami swoich nad ogromną ćmą barbarzyńców pod Białą Cerkwią. Męstwem swoim i sławą nazwiska napełnił całe Królestwo. Niestety jednak los niestały i igrający z ludźmi u progu sławy i zaszczytów przedwcześnie go zgasił, gdy miał wejść do prześwietnego senatu Korony Polskiej z tytułem wojewody kijowskiego. Przeżył zaledwie 50 lat, zmarł z wielką szkodą dla Rzeczypospolitej w 1630 roku. Jeżeli kochasz Ojczyznę i cnotę, Przechodniu, nie zazdrość mu, proszę i nie mąć spoczynku tego dzielnego wojownika.

## Literatura dodatkowa
- Wanda Dobrowolska: Chmielecki Stefan. W: Polski Słownik Biograficzny. T. 3: Brożek Jan – Chwalczewski Franciszek. Kraków: Polska Akademia Umiejętności – Skład Główny w Księgarniach Gebethnera i Wolffa, 1937, s. 318–320. Reprint: Zakład Narodowy im. Ossolińskich, Kraków 1989, ISBN 83-04-03291-0.